# Chemin de fer Charlesville–Makumbi
Le chemin de fer Decauville Charlesville-Makumbi était un chemin de fer industriel à voie étroite de 67 kilomètres de long et d'un écartement de 600 mm, qui relia de 1926 à 1955 Charlesville (aujourd'hui : Djokupunda) et Makumbi sur la Kasaï, en actuelle république démocratique du Congo, et contourna les rapides,.

## Route
Bien que la station de départ et la station d'arrivée se trouvent toutes deux sur la rivière Kasai, la ligne ne longeait pas ses rives, mais formait un L plus à l'est, le long de l'actuelle route RP706.

## Histoire
Un chemin de fer fut construit entre Charlesville et Makumbi, le premier convoi tracté par locomotive à moteur à combustion interne relia ces deux points au mois d'octobre 1926.
La société minière Forminière a exploité de 1926 à 1955 le chemin de fer à voie étroite qu'elle a construit de mai 1923 à octobre 1926, en utilisant des locomotives modernes Deutz /Oberursel avec moteur thermique interne,.
Forminière était une société forestière et minière fondée en 1906 par Jean Jadot (Société internationale forestière et minière du Congo), qui a commencé l'exploitation de diamants au Kasaï en 1913. À son apogée, Forminière était active dans les mines d'or et d'argent, la culture du coton, celle la palme et du caoutchouc, l'agriculture, la scierie et possédait même ses propres magasins. L'État colonial belge détenait 50 % du capital de la société, le reste étant détenu principalement par des actionnaires américains. Tout au long de son existence, de 1913 à 1961, Forminière a eu le monopole de l'exploitation du diamant au Kasaï. En 1959, la production de diamants de Forminière a augmenté à 425 234 carats.